# Louder Than Words (Pink Floyd)
Louder Than Words è un singolo del gruppo musicale britannico Pink Floyd, pubblicato il 9 ottobre 2014 come unico estratto dal quindicesimo album in studio The Endless River.
Si tratta del primo singolo pubblicato dal gruppo a distanza di quasi vent'anni dall'uscita della versione dal vivo di Wish You Were Here estratta da Pulse (1995).

## Descrizione
Traccia conclusiva di The Endless River, Louder Than Words è nata nel corso del 1993, durante le sessioni di registrazione del quattordicesimo album in studio The Division Bell a cui presero parte i tre componenti rimasti del gruppo: David Gilmour, Nick Mason e Richard Wright, quest'ultimo scomparso nel 2008. Riguardo alla genesi e alla composizione del brano, Gilmour ha commentato con le seguenti parole:
Secondo un'ipotesi, nel finale del brano sarebbe possibile ascoltare una voce appena percettibile, che sembra pronunciare "Go to Heaven, Wright" in uno spazio di soli due secondi a partire dal minutaggio 6:02. Se tale ipotesi è vera, si tratterebbe di un tributo al tastierista scomparso, al quale The Endless River è dedicato.

## Video musicale
Per Louder Than Words è stato realizzato un video, pubblicato l'11 novembre 2014 attraverso il canale YouTube dei Pink Floyd. Il video è stato diretto dal regista britannico Aubrey "Po" Powell, il quale ha effettuato gran parte delle riprese al confine tra il Kazakistan e l'Uzbekistan, luogo in cui è situato il lago d'Aral. A queste riprese si alternano alcune immagini di repertorio del gruppo tratte dalle sessioni di registrazione di The Endless River e un filmato di David Gilmour mentre esegue le parti vocali del brano.

## Tracce
Download digitale
1. Louder Than Words – 6:32

CD promozionale (Europa)
1. Louder Than Words (Edit) – 4:43

## Formazione
Crediti originari tratti dal disco promozionale del singolo:
Gruppo
- David Gilmour – voce, chitarra, organo Hammond, effetti
- Richard Wright – Fender Rhodes, pianoforte, sintetizzatore
- Nick Mason – batteria, percussioni

Altri musicisti
- Bob Ezrin – basso
- Louise Marshall, Durga McBroom, Sarah Brown – cori
- Helen Nash, Honor Watson, Victoria Lyon, Chantal Leverton – strumenti ad arco

Produzione
- David Gilmour, Phil Manzanera, Youth – produzione
- Andy Jackson – produzione, ingegneria del suono, missaggio
- Damon Iddins – ingegneria, missaggio

## Classifiche
| Classifica (2014)               | Posizione massima |
| ------------------------------- | ----------------- |
| Belgio (Fiandre)                | 98                |
| Belgio (Vallonia)               | 76                |
| Italia                          | 73                |
| Stati Uniti (adult alternative) | 29                |